# Трнанић
Трнанић (мкд. Трнаниќ) је насељено место у Северној Македонији, у крајње западном делу државе. Трнанић припада општини Дебар.

## Географија
Насеље Трнанић је смештено у крајњем западном делу Северне Македоније, на самој граници са Албанијом (од које је раздваја једино река Црни Дрим). Од најближег већег града, Дебра, насеље је удаљено 5 km југозападно.
Рељеф: Трнанић се налази у горњем делу историјске области Дебар. Село је положено сред плодног Дебарског поља, које прави река Црни Дрим, после истока из Дебарског језера. Околина насеља је равничарска до валовита, па и погодна за пољопривреду. Надморска висина насеља је приближно 570 метара.
Клима у насељу, и поред знатне надморске висине, није планинска, већ је пре блажа, жупна клима.

## Становништво
По попису становништва из 2002. године Трнанић је био без становника.
Претежно становништво у насељу били су етнички Македонци.
Већинска вероисповест у насељу било је православље.